# 때리는 여자
때리는 여자(殴る女, なぐるおんな)는 후지 TV에서 1998년 10월 13일~12월 15일에 방송된 드라마이다.